# 卜塔神庙 (卡纳克)

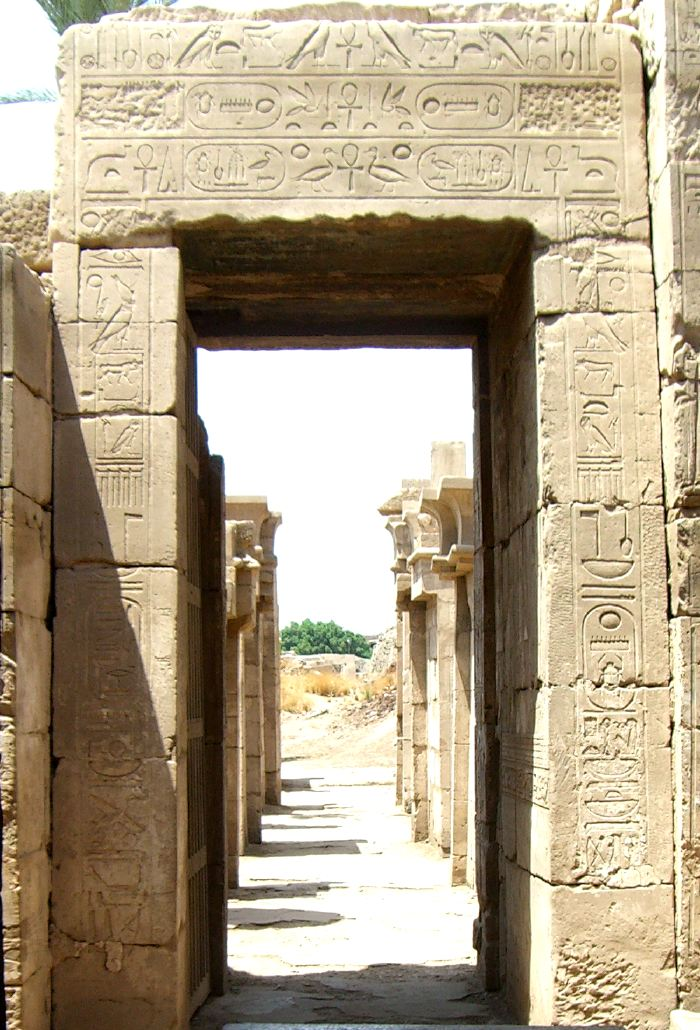
图特摩斯三世神庙的门口

卜塔神庙是位于埃及卢克索卡纳克阿蒙-拉神庙群的一座神庙。它位于阿蒙神庙的北部，紧邻神庙的围墙。这座神庙由第十八王朝法老图特摩斯三世在某个早期中王国神庙的遗址上建造。托勒密王国时期对它进行了扩建。

## 历史
这座神庙是埃及卢克索卡纳克神庙阿蒙-拉神庙群的其中一座神庙，供奉着造物神卜塔、他的妻子战争女神塞赫迈特和他的儿子香味和美丽之神奈夫顿。该神庙始建于公元前18世纪的中王国时期，公元前15世纪，图特摩斯三世对其进行了扩建。公元前8世纪第二十五王朝法老沙巴卡执政时期、托勒密王朝时期以及公元1世纪的罗马皇帝提比略都对神庙进行了修复。

## 神门
神庙包括了六座紧密相连的神门。第一座位于西边，是在托勒密王朝时期建造的。第二座神门是第一座神门的复制品，但样式更加封闭。第三座神门包含两个与第四座神门相连壁柱。第五座神门拥有四根混合柱式的柱子。第六道神门穿过塔门，直接通向中央圣所。这座圣所里矗立着卜塔的雕像，并被用来供奉卜塔和塞赫迈特。

## 铭文与艺术
第一座神门上有托勒密六世的王名圈。神门的内立面是托勒密十一世和托勒密十三世的铭文。第一座神门旁边的门柱描绘了奈夫顿的形象 ，他的手上拿着一朵蓝色的莲花。
第二座和第四座神门上有古埃及第二十五王朝法老沙巴卡的王名圈。第三座神门的王名圈里出现了托勒密十三世的名字。通往托勒密三世门廊柱的第五座神门上有图特摩斯三世的头衔，大门上则有托勒密三世的名字。
第六座神门是圣所的入口。这里的塔门延伸到圣所的主门之外。神门里有一个国王戴着白冠的场景。而北侧的国王则戴着红色王冠。在中央圣所可以看到更多浮雕。圣所右侧描绘了阿蒙的权杖，上面有四条垂直线和丰富的铭文。
作为神庙中最神圣的地方，圣所中供奉有卜塔和塞赫迈特的雕像。这尊塞赫迈特雕像可能是献给女神哈索尔的。
在卜塔雕像后面，是月神孔苏的雕像。他的手里拿着很多权杖，其中包括杰德之柱、沃斯权杖、生命之符、赫卡权杖和连枷与弯杖。圣所中有大量描绘法老为玛亚特女神和阿蒙-拉神献上贡品的壁画。神庙的后外墙也值得注意。这里左右的风格不一，左边是一尊卜塔的浅浮雕（头部缺失）和一尊哈索尔的雕像，后面则跟着两个被后世神化的书记官，其中一个来自古王国，另一个则来自新王国。 

## 翻新和研究
神庙的大部分翻修工程是在托勒密三世和托勒密四世统治时期完成的，他们重新修建了神庙的庭院。托勒密六世则修建了连接阿蒙神庙和卡纳克北部地区的道路。后来的建筑是在托勒密十三世统治时期完成的，他在两座第二十五王朝时期完成的神门之间又增加了一扇门，而这扇门由法老沙巴卡装饰，这可能解释了为什么他的名字会同时出现在第二扇和第四扇门上。
在对神庙的发掘过程中发现了狒狒雕像和奥西里斯、姆特和巴斯蒂特的雕像，以及写有卜塔名字的石碑。自2008年10月以来，考古学家们开展了一项有关卜塔神庙的跨学科研究项目。并对神庙中出现的圣书体、僧侣体和世俗体文字进行了综合性的解读，以方便全球的学者进行进一步的研究和讨论。 